# Legends Football League

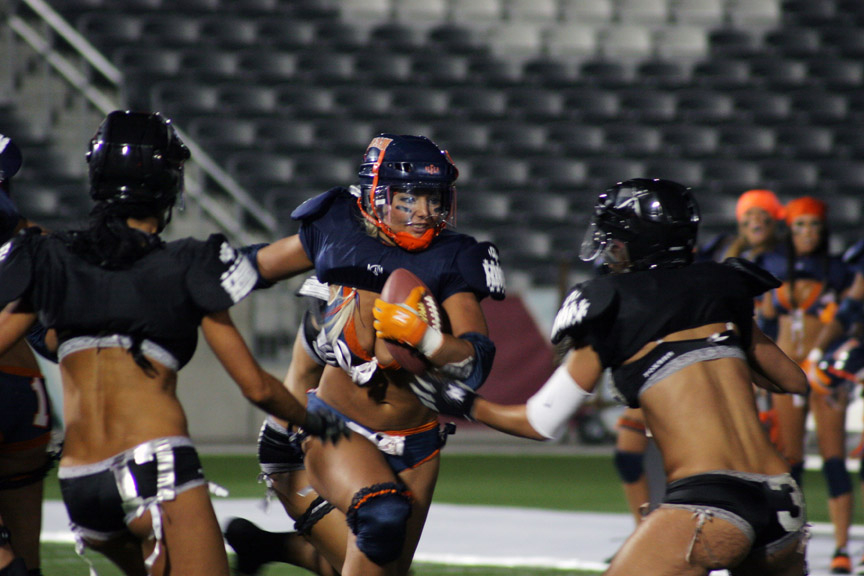
Spiel in der Lingerie Football League zwischen den Mannschaften „Denver Dream“ und „LA Temptation“

Die Legends Football League (bis 2012 Lingerie Football League, englisch für Unterwäsche-Footballliga, kurz LFL) war eine von 2009 bis 2019 aktive Footballliga für Frauen. Die Besonderheit dieser Liga war, dass die Spielerinnen nur in Unterwäsche sowie mit einem kurzen Schulterschutz und einem Helm spielen.

## Geschichte
Die Idee zur Lingerie Football League kam erstmals 2003, als der Lingerie Bowl das erste Mal in der Halbzeitpause des Super Bowls als Pay-per-View-Sendung ausgetragen wurde. Dieser war eine Alternative zur üblichen Halbzeitshow und hatte einige Millionen Zuschauer. 2009 wurde aus dem einzigen Spiel eine ganze Liga mit zehn Mannschaften. Der Lingerie Bowl wurde weiterhin in der Halbzeit des Super Bowls ausgetragen.
In der Anfangszeit waren die Lingerie bzw. Legends-Spiele grundsätzlich sehr erfolgreich, so waren fast alle Spiele ausverkauft. Daher war eine Ausweitung des Spielbetriebes auf andere Länder bzw. Kontinente vorgesehen. Im Rahmen dieser Expansion wurden als Ableger der LFL, ab der Saison 2012/2013 auf die USA beschränkt, weitere Ligen gegründet. Dies waren die LFL Canada, LFL Australia und die LFL Europe. Die LFL Canada nahm mit der Saison 2012 ihren Spielbetrieb auf. Die LFL Australia nahm ihren Spielbetrieb mit der Saison 2013/2014 auf. Bedingt durch die Wirtschaftskrise stellten die LFL Canada und die LFL Australia den Spielbetrieb bereits nach zwei bzw. einer Saison wieder ein. Die LFL Europe nahm den Spielbetrieb erst gar nicht auf.
Zusammen mit dem ersten Namenswechsel zwischen der Saison 2011/2012 und 2013 wurde auch entschieden, dass eine Entwicklung zu einer „ernsthaften Sportliga“ hin erfolgen soll.
Anfang 2018 gab die LFL Zukunftspläne für die Zukunft bekannt. Die Liga plante danach zwischen 2020 und 2022 auf den Märkten in Australien, Kanada und Europa den Spielbetrieb aufzunehmen bzw. wieder aufzunehmen.
Am 13. Dezember 2019 gab die LFL bekannt, dass der Spielbetrieb eingestellt wird und die Betreibergesellschaft insolvent ist. Wenige Tage wurde mit der Extreme Football League (kurz: X League) eine neue Liga gegründet, die 2022 startete.

## Regeln
Es spielen sieben Spielerinnen pro Mannschaft auf einem 50 Yard langen und 30 Yard breiten Spielfeld. Die Regeln ähneln denen des Arena Footballs. Grundsätzlich handelt es sich dabei um Regeln des Tackle-Footballs, d. h., es wird ein Kontaktsport betrieben (als Gegensatz zum Flag Football). Wesentliche Abweichungen zu üblichen Regeln sind z. B., dass es keine Field Goals gibt. Punts wurden zur Saison 2015 eingeführt, können jedoch nur innerhalb der eigenen 10 Yards durchgeführt werden.
Gespielt werden 2-mal echte 10 Minuten je Halbzeit mit einer Halbzeitpause von 12 Minuten. Gibt es am Ende der regulären Spielzeit keinen Sieger, so wird in einer oder mehreren Sudden-Death-Overtimes je acht Minuten der Gewinner ermittelt.
Der Spielplan der Legends Football League war unter denen der Indoor-Football-Ligen dadurch einzigartig, dass der Spielbetrieb während der traditionellen Football-Saison im Herbst erfolgt und nicht, wie bei anderen Indoor-Football-Ligen, im Frühjahr. Im Rahmen der Expansion im Jahr 2012 wurde dies teilweise geändert und die Spielzeit 2012/2013 der LFL in den Vereinigten Staaten auf das Frühjahr und den Sommer 2013 verschoben.

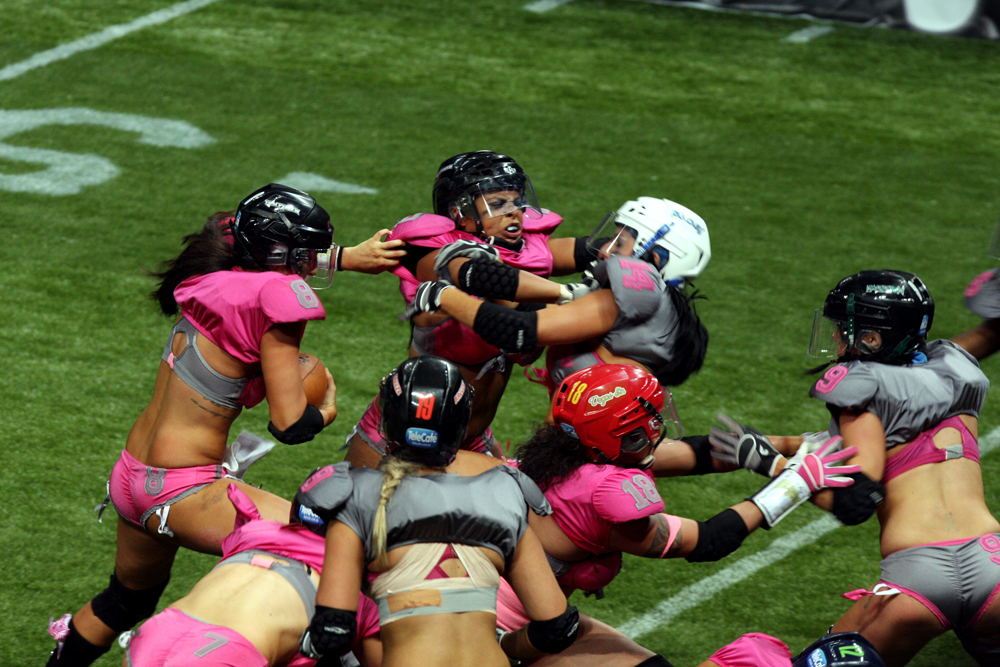
Expansion, das Lingerie Football League All-Star Game in Sydney

## Liste der Bowls
| Nr.                            | Datum         | Sieger                 | Verlierer                | Ergebnis | Austragungsort                                                         |
| ------------------------------ | ------------- | ---------------------- | ------------------------ | -------- | ---------------------------------------------------------------------- |
| Lingerie Bowl I                | 1. Feb. 2004  | Team Dream             | Team Euphoria            | 6:0      | Reliant Stadium, Houston, Texas                                        |
| Lingerie Bowl II               | 6. Feb. 2005  | Los Angeles Temptation | New York Euphoria        | :        |                                                                        |
| Lingerie Bowl III              | 5. Feb. 2006  | New York Euphoria      | Los Angeles Temptation   | 13:12    |                                                                        |
| Lingerie Bowl IV               | Abgesagt      |                        |                          | :        |                                                                        |
| Lingerie Bowl V                | Abgesagt      |                        |                          | :        |                                                                        |
| Lingerie Bowl VI               | Abgesagt      |                        |                          | :        |                                                                        |
| Lingerie Bowl VII              | 4. Feb. 2010  | Los Angeles Temptation | Chicago Bliss            | 27:14    | Seminole Hard Rock Hotel & Casino Hollywood, Hollywood, Florida        |
| Lingerie Bowl VIII             | 6. Feb. 2011  | Los Angeles Temptation | Philadelphia Passion     | 26:25    | Thomas & Mack Center, Las Vegas, Nevada                                |
| Lingerie Bowl IX               | 5. Feb. 2012  | Los Angeles Temptation | Philadelphia Passion     | 28:6     | Orleans Arena, Paradise, Nevada                                        |
| LFL US Legends Cup 2013        | 1. Sep. 2013  | Chicago Bliss          | Philadelphia Passion     | 34:18    | Orleans Arena, Paradise, Nevada                                        |
| LFL US Legends Cup 2014        | 6. Sep. 2014  | Chicago Bliss          | Atlanta Steam            | 24:18    | Citizens Business Bank Arena, Ontario, Kalifornien                     |
| LFL US Legends Cup 2015        | 23. Aug. 2015 | Seattle Mist           | Chicago Bliss            | 27:21    | ShoWare Center, Kent, Washington                                       |
| LFL US Legends Cup 2016        | 27. Aug. 2016 | Chicago Bliss          | Seattle Mist             | 31:26    | WestWorld, Scottsdale, Arizona                                         |
| LFL US Legends Cup 2017        | 3. Sep. 2017  | Seattle Mist           | Atlanta Steam            | 38:28    | Citizens Business Bank Arena, Ontario, Kalifornien                     |
| LFL US Legends Cup 2018        | 8. Sep. 2018  | Chicago Bliss          | Austin Acoustic          | 28:20    | H-E-B Center at Cedar Park, Cedar Park, Texas                          |
|                                |               |                        |                          |          |                                                                        |
| X Cup 2022                     | 11. Sep. 2022 | Chicago Blitz          | Atlanta Empire           | 19:12    | H-E-B Center at Cedar Park, Cedar Park, Texas                          |
|                                |               |                        |                          |          |                                                                        |
| Lingerie Bowl I Canada         | 25. Aug. 2013 | BC Angels              | Saskatoon Sirens         | 25:12    | Abbotsford Entertainment & Sports Centre, Abbotsford, British Columbia |
|                                |               |                        |                          |          |                                                                        |
| LFL Australia Legends Cup 2014 | 8. Feb. 2014  | New South Wales Surge  | Western Australia Angels | 36:15    | nib Stadium, Perth, Western Australia                                  |

## LFL US
Stadien für die, von ehemaligen NFL-Spielern und -Trainern trainierten, Teams sind regelmäßig die Eishockey- oder Basketball-Arenen der Stadt, wie das Nassau Veterans Memorial Coliseum der New York Majesty (Saison 2009/2010) oder das BankAtlantic Center, in dem die Miami Caliente spielten (Saison 2009/2010).
Mannschaften und Spielorte der LFL wechselten regelmäßig. Manche Mannschaften sind über eine lange Zeit aktiv und manche Mannschaften nur für eine Saison.

### Teams
| Team                             | Conference                                                                    | Spielort                               | Stadion                                                                                    | Aktiv                     |
| -------------------------------- | ----------------------------------------------------------------------------- | -------------------------------------- | ------------------------------------------------------------------------------------------ | ------------------------- |
| Atlanta Steam                    | Eastern Conference                                                            | Duluth (Georgia)                       | Infinite Energy Arena                                                                      | 2012/2013–2019            |
| Austin Acoustic                  | Western Conference                                                            | Austin (Texas)                         | Cedar Park Center                                                                          | 2016–2019                 |
| Baltimore Charm                  | Eastern Conference                                                            | Baltimore (Maryland)                   | 1st Mariner Arena                                                                          | 2010/2011–2014            |
| Chicago Bliss                    | Eastern Conference (2009/2010, seit 2015) Western Conference (2010/2011–2014) | Hoffman Estates (Illinois)             | Toyota Park (bis 2017) Sears Centre (2018-)                                                | 2009/2010–2019            |
| Cleveland Crush/Toledo Crush     | Eastern Conference                                                            | Cleveland (Ohio) Toledo (Ohio)         | Quicken Loans Arena (bis 2012/2013) Huntington Center (2014)                               | 2011/2012–2014            |
| Dallas Desire                    | Western Conference                                                            | Dallas (Texas)                         | Cotton Bowl Stadium                                                                        | 2009/2010–2010/2011, 2016 |
| Denver Dream                     | Western Conference                                                            | Loveland (Colorado)                    | Budweiser Events Center                                                                    | 2009/2010, 2017–2019      |
| Green Bay Chill                  | Western Conference                                                            | Green Bay (Wisconsin)                  | Resch Center                                                                               | 2011/2012–2014            |
| Las Vegas Sin                    | Western Conference                                                            | Las Vegas (Nevada)                     | Orleans Arena                                                                              | 2011/2012–2015            |
| Los Angeles Temptation           | Western Conference                                                            | Ontario (Kalifornien)                  | Los Angeles Memorial Sports Arena (bis 2016) Citizens Business Bank Arena                  | 2009/2010–2019            |
| Miami Caliente                   | Eastern Conference                                                            | Miami (Florida)                        | BankAtlantic Center                                                                        | 2009/2010–2010/2011       |
| Minnesota Valkyrie               | Western Conference                                                            | Minneapolis (Minnesota)                | Target Center                                                                              | 2011/2012–2012/2013       |
| Nashville Knights                | Eastern Conference                                                            | Nashville (Tennessee)                  | Nashville Municipal Auditorium                                                             | 2018–2019                 |
| New England Liberty              | Eastern Conference                                                            | Manchester (New Hampshire)             | Verizon Wireless Arena                                                                     | 2016                      |
| New York Majesty                 | Eastern Conference                                                            | Reading (Pennsylvania)                 | Sovereign Center                                                                           | 2009/2010                 |
| Omaha Heart                      | Eastern Conference                                                            | Omaha (Nebraska)                       | Ralston Arena                                                                              | 2012/2013–2019            |
| Orlando Fantasy                  | Eastern Conference                                                            | Orlando (Florida)                      | Florida Citrus Bowl                                                                        | 2010/2011–2011/2012       |
| Philadelphia Passion             | Eastern Conference                                                            | Trenton (New Jersey)                   | Sun National Bank Center                                                                   | 2009/2010–2012/2013       |
| Pittsburgh Rebellion             | Eastern Conference                                                            | Pittsburgh (Pennsylvania)              | Highmark Stadium                                                                           | 2017                      |
| San Diego Seduction              | Western Conference                                                            | San Diego (Kalifornien)                | San Diego Sports Arena                                                                     | 2009/2010–2010/2011       |
| Seattle Mist                     | Western Conference                                                            | Kent (Washington)                      | ShoWare Center                                                                             | 2009/2010–2019            |
| Tampa Breeze/Jacksonville Breeze | Eastern Conference                                                            | Tampa (Florida) Jacksonville (Florida) | St. Pete Times Forum (bis 2012/2013) Jacksonville Veterans Memorial Arena (2012/2013–2014) | 2009/2010–2014            |
| Toronto Triumph                  | Eastern Conference                                                            | Toronto (Kanada)                       | Ricoh Coliseum                                                                             | 2011/2012 1               |

### Spielzeiten

#### Saison 2009/2010
In der Saison spielten insgesamt 10 Teams, welche in zwei Gruppen eingeteilt waren.
Zum Saisonende ermittelten die beiden auf Platz eins und zwei der Tabelle platzierten einer jeden Gruppe im Conference Championship Game ihren Gruppenmeister. Am 4. Februar 2010 unterlag dabei der Tabellenerste der Western Conference Dallas Desire dem Tabellenzweiten Los Angeles Temptation mit 14 zu 20. In der Eastern Conference besiegte am selben Tag der Tabellenerste Chicago Bliss den Zweiten der Tabelle Miami Caliente mit 20 zu 7.
|  | Conference Championship | Conference Championship | Conference Championship |  |  | Lingerie Bowl VII | Lingerie Bowl VII      | Lingerie Bowl VII |
|  |                         |                         |                         |  |  |                   |                        |                   |
|  |                         |                         |                         |  |  |                   |                        |                   |
|  | Eastern 1               | Chicago Bliss           | 20                      |  |  |                   |                        |                   |
|  | Eastern 2               | Miami Caliente          | 7                       |  |  |                   |                        |                   |
|  |                         |                         |                         |  |  | Champ East        | Chicago Bliss          | 14                |
|  |                         |                         |                         |  |  | Champ West        | Los Angeles Temptation | 27                |
|  | Western 1               | Dallas Desire           | 14                      |  |  |                   |                        |                   |
|  | Western 2               | Los Angeles Temptation  | 20                      |  |  |                   |                        |                   |
|  |                         |                         |                         |  |  |                   |                        |                   |

Der Lingerie Bowl VII wurde am 6. Februar 2010 im Hard Rock Live in Hollywood (Florida) ausgespielt. Dabei besiegte Los Angeles Temptation mit 27 zu 14 Chicago Bliss.

#### Saison 2010/2011
Auch in der Saison waren die insgesamt weiterhin zehn Teams in zwei Gruppen eingeteilt. Für diese Spielzeit wechselten Mannschaften die Conference, in welcher sie spielten, oder kamen für nicht mehr aktive Mannschaften neu hinzu.
Im Saisonverlauf der Western Conference erkämpfte sich Los Angeles Temptation den ersten Platz vor Chicago Bliss durch. Erster der Eastern Conference wurde Philadelphia Passion vor Tampa Breeze. Die zwei Erstplatzierten der jeweiligen Staffeln spielten am 29. Januar 2011 die Conference Championship aus. Wie auch 2010 wurde in der Eastern Conference Philadelphia Passion Meister. In der Western Conference eroberte sich Los Angeles Temptation die Meisterschaft.
|  | Conference Championship | Conference Championship | Conference Championship |  |  | Lingerie Bowl VIII | Lingerie Bowl VIII     | Lingerie Bowl VIII |
|  |                         |                         |                         |  |  |                    |                        |                    |
|  |                         |                         |                         |  |  |                    |                        |                    |
|  | Eastern 1               | Philadelphia Passion    | 20                      |  |  |                    |                        |                    |
|  | Eastern 2               | Tampa Breeze            | 14                      |  |  |                    |                        |                    |
|  |                         |                         |                         |  |  | Champ East         | Philadelphia Passion   | 25                 |
|  |                         |                         |                         |  |  | Champ West         | Los Angeles Temptation | 26                 |
|  | Western 1               | Los Angeles Temptation  | 31                      |  |  |                    |                        |                    |
|  | Western 2               | Chicago Bliss           | 14                      |  |  |                    |                        |                    |
|  |                         |                         |                         |  |  |                    |                        |                    |

Das Endspiel um den Lingerie Bowl VIII fand am 6. Februar 2011 im Thomas & Mack Center von Las Vegas statt. Die Spielerinnen der Los Angeles Temptation siegte mit 26 zu 25 über Philadelphia Passion und gewannen ihre zweite Meisterschaft.

#### Saison 2011/2012
Die nunmehr zwölf Teams der letzten internationalen Saison waren auch in dieser Spielzeit in zwei Gruppen eingeteilt und spielten eine 20-wöchige Saison. Auch für diese Spielzeit kamen für nicht mehr aktive Mannschaften neue hinzu.
Erster der Eastern Conference wurde Philadelphia Passion vor Tampa Breeze. In der Western Conference setzte sich Las Vegas Sin vor Los Angeles Temptation durch. Die beiden Ersten der jeweiligen Staffeln spielten am 29. Januar 2012 die Conference Championship aus. In der Eastern Conference wurde Philadelphia Passion Meister. In der Western Conference eroberte sich Los Angeles Temptation zum dritten Mal in Folge die Conference-Meisterschaft.
|  | Conference Championship | Conference Championship | Conference Championship |  |  | Lingerie Bowl IX | Lingerie Bowl IX       | Lingerie Bowl IX |
|  |                         |                         |                         |  |  |                  |                        |                  |
|  |                         |                         |                         |  |  |                  |                        |                  |
|  | Eastern 1               | Philadelphia Passion    | 44                      |  |  |                  |                        |                  |
|  | Eastern 2               | Tampa Breeze            | 32                      |  |  |                  |                        |                  |
|  |                         |                         |                         |  |  | Champ East       | Philadelphia Passion   | 6                |
|  |                         |                         |                         |  |  | Champ West       | Los Angeles Temptation | 28               |
|  | Western 1               | Las Vegas Sin           | 18                      |  |  |                  |                        |                  |
|  | Western 2               | Los Angeles Temptation  | 27                      |  |  |                  |                        |                  |
|  |                         |                         |                         |  |  |                  |                        |                  |

Der Lingerie Bowl IX wurde am 5. Februar 2012 in der Orleans Arena in Las Vegas gespielt. Dabei handelte es sich um die Wiederholung des Endspiels aus der letzten Saison und wieder besiegte Los Angeles Temptation, diesmal mit 28 zu 6, Philadelphia Passion. Die Mannschaft aus Kalifornien gewann damit, nach der Conference, auch seine dritte Landesmeisterschaft in Folge.

#### Saison 2012/2013
Für die Saison war ein Umbau der bisherigen Eastern und Western Conference notwendig. Dieser wurde notwendig, da Toronto Triumph die Eastern Conference in Richtung der neuen LFL Canada verließ. Für die Eastern und Western Conference war entweder eine Reaktivierung der nicht am Spielbetrieb teilnehmenden New York Majesty oder Miami Caliente vorgesehen und/oder die Vergabe neuer Franchise in andere Städte. Am Ende wurden dann neue Franchise an Omaha Heart und Atlanta Steam vergeben. Die Mannschaft aus Tampa zog nach Jacksonville und änderte dementsprechend den Namen in Jacksonville Breeze. Weiterhin nahm Orlando Fantasy nicht am Spielbetrieb teil.
Trotz der Namensänderung und der damit angekündigten Neuausrichtung, änderte sich zur Saison 2012/2013 nichts Wesentliches an der Spielkleidung.
Anders als in den bisherigen Spielzeiten wird die Saison auch von zuletzt Herbst und Winter auf Frühjahr und Sommer verschoben. Die Saison startete am 30. April 2013 mit dem Spiel Atlanta Steam gegen Jacksonville Breeze. Dabei siegte Jacksonville Breeze mit 48 zu 0. Das letzte Spiel der regulären Saison war am 10. August 2013 zwischen Chicago Bliss und Green Bay Chill.
Die reguläre Saison in der Eastern Conference endete mit Baltimore Charm auf dem ersten Platz. Sie erkämpften sich damit auch gleichzeitig den Sieg in der Northeastern Division. Den Sieg in der Southeastern Division holten sich Atlanta Steam, welche damit auch den Platz zwei in der Abschlusstabelle der Eastern Conference erreichten. Als Tabellendritte im Osten erreichten Philadelphia Passion die Playoffs. der Western Conference holten sich Seattle Mist den ersten Platz, sowie den Titel der Pacific Division. Der Titel in der Midwestern Division ging an Chicago Bliss. Als dritter Play-off-Teilnehmer im Westen konnte sich Los Angeles Temptation qualifizieren.
Zum Saisonende ermitteln, am 17. August 2013, die beiden auf den Plätzen zwei und drei der Tabelle platzierten einer jeden Gruppe im Conference Division Playoff Game den Herausforderer ihrer jeweiligen Gruppenersten. In diesem Spiel besiegte in der Oststaffel Philadelphia Passion mit 28 zu 20 Atlanta Steam. Im Westen unterlag Los Angeles Temptation der Mannschaft von Chicago Bliss mit 12 zu 19. Die sich daraus ergebende Conference Championship Games fanden am 24. August 2013 statt. In der Eastern Conference unterlag zum einen die Mannschaft von Baltimore Charm mit 19 zu 20 Philadelphia Passion. Im Westen besiegte Chicago Bliss die Mannschaft vom Seattle Mist mit 31 zu 14.
|  | Conference Division Playoffs | Conference Division Playoffs | Conference Division Playoffs |  |  | Conference Championships | Conference Championships | Conference Championships |  |    | Legends Cup          | Legends Cup   | Legends Cup |
|  |                              |                              |                              |  |  |                          |                          |                          |  |    |                      |               |             |
|  |                              |                              |                              |  |  | E1                       | Baltimore Charm          | 19                       |  |    |                      |               |             |
|  | E2                           | Atlanta Steam                | 20                           |  |  | E2/3                     | Philadelphia Passion     | 20                       |  |    |                      |               |             |
|  | E3                           | Philadelphia Passion         | 28                           |  |  |                          |                          |                          |  | EC | Philadelphia Passion | 18            |             |
|  |                              |                              |                              |  |  |                          |                          |                          |  |    | WC                   | Chicago Bliss | 34          |
|  |                              |                              |                              |  |  | W1                       | Seattle Mist             | 14                       |  |    |                      |               |             |
|  | W2                           | Chicago Bliss                | 19                           |  |  | W2/3                     | Chicago Bliss            | 31                       |  |    |                      |               |             |
|  | W3                           | Los Angeles Temptation       | 12                           |  |  |                          |                          |                          |  |    |                      |               |             |

Der Legends Cup I wurde am 1. September 2013 in der Orleans Arena in Las Vegas ausgespielt. Im Endspiel um den Titel besiegte die Mannschaft von Chicago Bliss die Mannschaft von Philadelphia Passion, welche zum dritten Mal nacheinander erfolglos an dem Endspiel teilnahm, mit 34 zu 18.

#### Saison 2014
Auch für die Saison 2014 war ein Umbau der Liga notwendig. Die zuletzt in zwei Divisionen aufgeteilten Eastern und Western Conference waren wieder einzügig. Der Umbau ergab sich aus der Verkleinerung der Liga auf zehn Mannschaften. Die Teams vom Philadelphia Passion und Minnesota Valkyrie nahmen nicht mehr am Ligabetrieb teil. Die Mannschaft aus Cleveland zog nach Toledo (Ohio) und wechselte den Namen in Toledo Crush.
Der Saisonauftakt fand am 12. April 2014 mit dem Spiel zwischen Jacksonville Breeze und Baltimore Charm statt.
|  | Conference Championship | Conference Championship | Conference Championship |  |  | Legends Cup II | Legends Cup II | Legends Cup II |
|  |                         |                         |                         |  |  |                |                |                |
|  |                         |                         |                         |  |  |                |                |                |
|  | Eastern                 | Jacksonville Breeze     | 14                      |  |  |                |                |                |
|  | Eastern                 | Atlanta Steam           | 20                      |  |  |                |                |                |
|  |                         |                         |                         |  |  | EC             | Atlanta Steam  | 18             |
|  |                         |                         |                         |  |  | WC             | Chicago Bliss  | 24             |
|  | Western                 | Los Angeles Temptation  | 12                      |  |  |                |                |                |
|  | Western                 | Chicago Bliss           | 40                      |  |  |                |                |                |
|  |                         |                         |                         |  |  |                |                |                |

Der Legends Cup II wurde am 6. September 2014 in der Citizens Business Bank Arena in Ontario (Kalifornien) ausgespielt. Wie im Vorjahr schaffte es die Mannschaft von Chicago Bliss in das Endspiel, wo sie dann Atlanta Steam mit 24 zu 18 besiegte.

#### Saison 2015
Für die Saison 2015 war kein erneuter Umbau der Liga notwendig. Es erfolgte lediglich eine weitere Verkleinerung der Liga auf nun sechs Mannschaften. Von den verbleibenden Mannschaften wechselte Chicago Bliss von der West-Staffel zur Ost-Staffel.
Das erste Saisonspiel fand am 11. April 2015 zwischen Atlanta Steam und Chicago Bliss statt.
Die Conference Championship Games fanden am 15. August 2015 im Toyota Park statt.

|  | Conference Championship | Conference Championship | Conference Championship |  |  | Legends Cup III | Legends Cup III | Legends Cup III |
|  |                         |                         |                         |  |  |                 |                 |                 |
|  |                         |                         |                         |  |  |                 |                 |                 |
|  | Eastern                 | Chicago Bliss           | 41                      |  |  |                 |                 |                 |
|  | Eastern                 | Atlanta Steam           | 6                       |  |  |                 |                 |                 |
|  |                         |                         |                         |  |  | EC              | Chicago Bliss   | 21              |
|  |                         |                         |                         |  |  | WC              | Seattle Mist    | 27              |
|  | Western                 | Seattle Mist            | 28                      |  |  |                 |                 |                 |
|  | Western                 | Los Angeles Temptation  | 24                      |  |  |                 |                 |                 |
|  |                         |                         |                         |  |  |                 |                 |                 |

Das Endspiel um den Legends Cup III wurde am 23. August 2015 im ShoWare Center in Kent ausgespielt. Wie in den beiden Vorjahren schaffte es die Mannschaft von Chicago Bliss in das Endspiel. Dort wurden sie dann von der Mannschaft von Seattle Mist mit 27 zu 21 besiegte.

#### Saison 2016
Zur Saison 2016 kamen mit New England Liberty und den Austin Acoustic zwei neue Franchises hinzu, zusätzlich wurden die Dallas Desires wieder aufgenommen. Die Las Vegas Sin setzten den Spielbetrieb für diese Saison aus. Damit treten in der Saison 2016 wieder acht Mannschaften in zwei Gruppen an.
Die Saison begann am 9. April 2016 mit einem 44:8-Sieg der Vorjahressieger, den Seattle Mist, über die neue Mannschaft aus Austin.
Die Conference Championship Games fanden am 20. August 2015 im ShoWare Center statt.

|  | Conference Championship | Conference Championship | Conference Championship |  |  | Legends Cup IV | Legends Cup IV | Legends Cup IV |
|  |                         |                         |                         |  |  |                |                |                |
|  |                         |                         |                         |  |  |                |                |                |
|  | E1                      | Chicago Bliss           | 30                      |  |  |                |                |                |
|  | E2                      | Atlanta Steam           | 25                      |  |  |                |                |                |
|  |                         |                         |                         |  |  | EC             | Chicago Bliss  | 31             |
|  |                         |                         |                         |  |  | WC             | Seattle Mist   | 26             |
|  | W2                      | Seattle Mist            | 44                      |  |  |                |                |                |
|  | W1                      | Dallas Desire           | 6                       |  |  |                |                |                |
|  |                         |                         |                         |  |  |                |                |                |

Das Endspiel um den Legends Cup IV wurde am 27. August 2016 ausgespielt. Wie in den Vorjahren schaffte es die Mannschaft von Chicago Bliss in das Endspiel. Dort traf sie dann erneut auf die Mannschaft von Seattle Mist. Nach der Niederlage im Vorjahr konnten sie diese jedoch mit 31 zu 26 besiegen und den Pokal erringen.

#### Saison 2017
Zur Saison 2017 wurde die Mannschaft von New England Liberty gegen die von Pittsburgh Rebellion ausgetauscht. Damit treten in der Saison 2017 auch wieder acht Mannschaften in zwei Gruppen an.
Die Saison begann am 14. April 2017 mit einem 46:26-Sieg der Seattle Mist, über die Mannschaft von Austin Acoustic. Die reguläre Saison endete am 5. August 2017 mit dem Spiel der Los Angeles Temptation gegen die Atlanta Steam.
Die Conference Championship Games fanden am 20. August 2017 im Sears Centre, in Hoffman Estates (Illinois), statt.

|  | Conference Championship | Conference Championship | Conference Championship |  |  | Legends Cup V | Legends Cup V | Legends Cup V |
|  |                         |                         |                         |  |  |               |               |               |
|  |                         |                         |                         |  |  |               |               |               |
|  | E1                      | Chicago Bliss           | 6                       |  |  |               |               |               |
|  | E2                      | Atlanta Steam           | 14                      |  |  |               |               |               |
|  |                         |                         |                         |  |  | EC            | Atlanta Steam | 28            |
|  |                         |                         |                         |  |  | WC            | Seattle Mist  | 38            |
|  | W1                      | Seattle Mist            | 28                      |  |  |               |               |               |
|  | W2                      | Los Angeles Temptation  | 13                      |  |  |               |               |               |
|  |                         |                         |                         |  |  |               |               |               |

Das Endspiel um den Legends Cup V wurde am 3. September 2017 in der Citizens Business Bank Arena, in Ontario (Kalifornien), ausgespielt. Wie in den Vorjahren schaffte es die Mannschaft von Seattle Mist in das Endspiel. Dort traf sie dann erneut auf die Mannschaft von Atlanta Steam. Nach der Niederlage im Vorjahr konnten sie jedoch dieses Mal das Endspiel mit 38 zu 28 für sich entscheiden und den Pokal zu zweiten Mal erringen.

#### Saison 2018
Zur Saison 2018 wurde die Mannschaft von Pittsburgh Rebellion, nach nur einem Jahr im Spielbetrieb, gegen die der Nashville Knights ausgetauscht. Damit bleibt die Gesamtzahl der Mannschaft auch in der Saison 2018 unverändert bei acht Mannschaften. Ebenfalls wird unverändert in zwei Gruppen gespielt.
Die Saison begann am 14. April 2018 im Sears Centre mit einer 6:28-Niederlage der Los Angeles Temptation gegen die Mannschaft von Chicago Bliss.
Die Conference Championship Games fanden am 25. August 2018 im Toyota Park, in Bridgeview (Illinois), statt.

|  | Conference Championship | Conference Championship | Conference Championship |  |  | Legends Cup VI | Legends Cup VI  | Legends Cup VI |
|  |                         |                         |                         |  |  |                |                 |                |
|  |                         |                         |                         |  |  |                |                 |                |
|  | E1                      | Nashville Knights       | 6                       |  |  |                |                 |                |
|  | E2                      | Chicago Bliss           | 18                      |  |  |                |                 |                |
|  |                         |                         |                         |  |  | EC             | Chicago Bliss   | 28             |
|  |                         |                         |                         |  |  | WC             | Austin Acoustic | 20             |
|  | W1                      | Austin Acoustic         | 32                      |  |  |                |                 |                |
|  | W2                      | Los Angeles Temptation  | 30                      |  |  |                |                 |                |
|  |                         |                         |                         |  |  |                |                 |                |

Im Endspiel um den Legends Cup VI trafen am 8. September im H-E-B Center at Cedar Park in Cedar Park (Texas), die dort beheimateten Austin Acoustic auf Chicago Bliss. Während die Mannschaft Chicago Bliss es zum wiederholten Mal in das Endspiel schaffte, war es für die Mannschaft von Austin Acoustic das erste Endspiel. Die erfahrene Mannschaft Chicago Bliss konnten die Mannschaft von Austin Acoustic mit 31 zu 26 besiegen und den Pokal erringen. Chicago Bliss errang damit zum vierten Mal den Pokal.

#### Saison 2019
Zur Saison 2019 gab es erstmals seit langer Zeit keine Veränderungen hinsichtlich der teilnehmenden Mannschaften. Neben der Gesamtzahl von unverändert acht Mannschaften, wird ebenfalls unverändert in einer Eastern Conference sowie einer Western Conference gespielt.
Die Saison beginnt am 5. April 2019 in der Citizens Business Bank Arena mit dem Spiel der Los Angeles Temptation gegen die Seattle Mist.
Die Playoff fanden am 24. August 2019 in der Toyota Arena, in Ontario (Kalifornien), statt. Anders als bisher fanden dabei keine Conference Championship Games mehr statt. Für die Ermittlung der Endspielteilnehmer wurde eine Setzliste alle Mannschaften erstellt. Die vier Erstplatzierten dieser Setzliste spielten dann die Endspielteilnehmer aus.

|  | Playoff | Playoff                | Playoff |  |  | Legends Cup VII | Legends Cup VII        | Legends Cup VII |
|  |         |                        |         |  |  |                 |                        |                 |
|  |         |                        |         |  |  |                 |                        |                 |
|  | 1       | Austin Acoustic        | 32      |  |  |                 |                        |                 |
|  | 4       | Los Angeles Temptation | 39      |  |  |                 |                        |                 |
|  |         |                        |         |  |  |                 | Los Angeles Temptation | 20              |
|  |         |                        |         |  |  |                 | Seattle Mist           | 56              |
|  | 2       | Seattle Mist           | 38      |  |  |                 |                        |                 |
|  | 3       | Atlanta Steam          | 30      |  |  |                 |                        |                 |
|  |         |                        |         |  |  |                 |                        |                 |

Im Endspiel um den Legends Cup VII trafen am 7. September im ShoWare Center in Kent (Washington), die dort beheimateten Seattle Mist auf Los Angeles Temptation. Im Spiel konnte Seattle Mist dann Los Angeles Temptation deutlich mit 56 zu 20 besiegen und den Pokal zum dritten Mal erringen.

## LFL Canada

### Saison 2012
Eröffnet wurde die erste Saison der LFL Canada am 25. August 2012 mit dem Spiel der BC Angels gegen Regina Rage.
Vier Teams nahmen an der LFL Canada 2012 teil:
| Team             | Spielort                      | Stadion                                  |
| ---------------- | ----------------------------- | ---------------------------------------- |
| BC Angels        | Abbotsford (British Columbia) | Abbotsford Entertainment & Sports Centre |
| Regina Rage      | Regina (Saskatchewan)         | Brandt Centre                            |
| Saskatoon Sirens | Saskatoon (Saskatchewan)      | Credit Union Centre                      |
| Toronto Triumph  | Mississauga (Ontario)         | Hershey Centre                           |

Der kanadische Lingerie Bowl, als Abschlussspiel der ersten, 12-wöchigen Saison, mit acht Saisonspielen fand am 17. November 2012 im Abbotsford Entertainment & Sports Centre statt.
Im Lingerie Bowl Canada I standen sich die BC Angels und die Saskatoon Sirens gegenüber. Dabei gewannen die BC Angels, mit 25 zu 12, das erste Endspiel um die kanadische Meisterschaft.

### Saison 2013
Für die Saison 2013 erfolgte in der LFL Canada eine Änderung der teilnehmenden Teams. Toronto Triumph nehmen nicht mehr am Spielbetrieb teil und werden durch die Mannschaft der Calgary Fillies ersetzt.
Die LFL Canada wird in der Saison 2013 somit aus den folgenden Teams gebildet:
| Team             | Spielort                      | Stadion                                  |
| ---------------- | ----------------------------- | ---------------------------------------- |
| BC Angels        | Abbotsford (British Columbia) | Abbotsford Entertainment & Sports Centre |
| Calgary Fillies  | Calgary (Alberta)             | Stampede Corral                          |
| Regina Rage      | Regina (Saskatchewan)         | Brandt Centre                            |
| Saskatoon Sirens | Saskatoon (Saskatchewan)      | Credit Union Centre                      |

Nach den ursprünglichen Planungen sollte die Saison 2013 am 13. September 2013 mit dem Spiel der BC Angels gegen die Saskatoon Sirens eröffnet werden und mit dem Spiel um den LFL Canada Legends Cup am 16. November 2013 im Stampede Corral in Calgary enden. Nach verschiedenen Terminverschiebungen wurde die Saison 2013  abgesagt und der Spielbetrieb eingestellt.

## LFL Australia

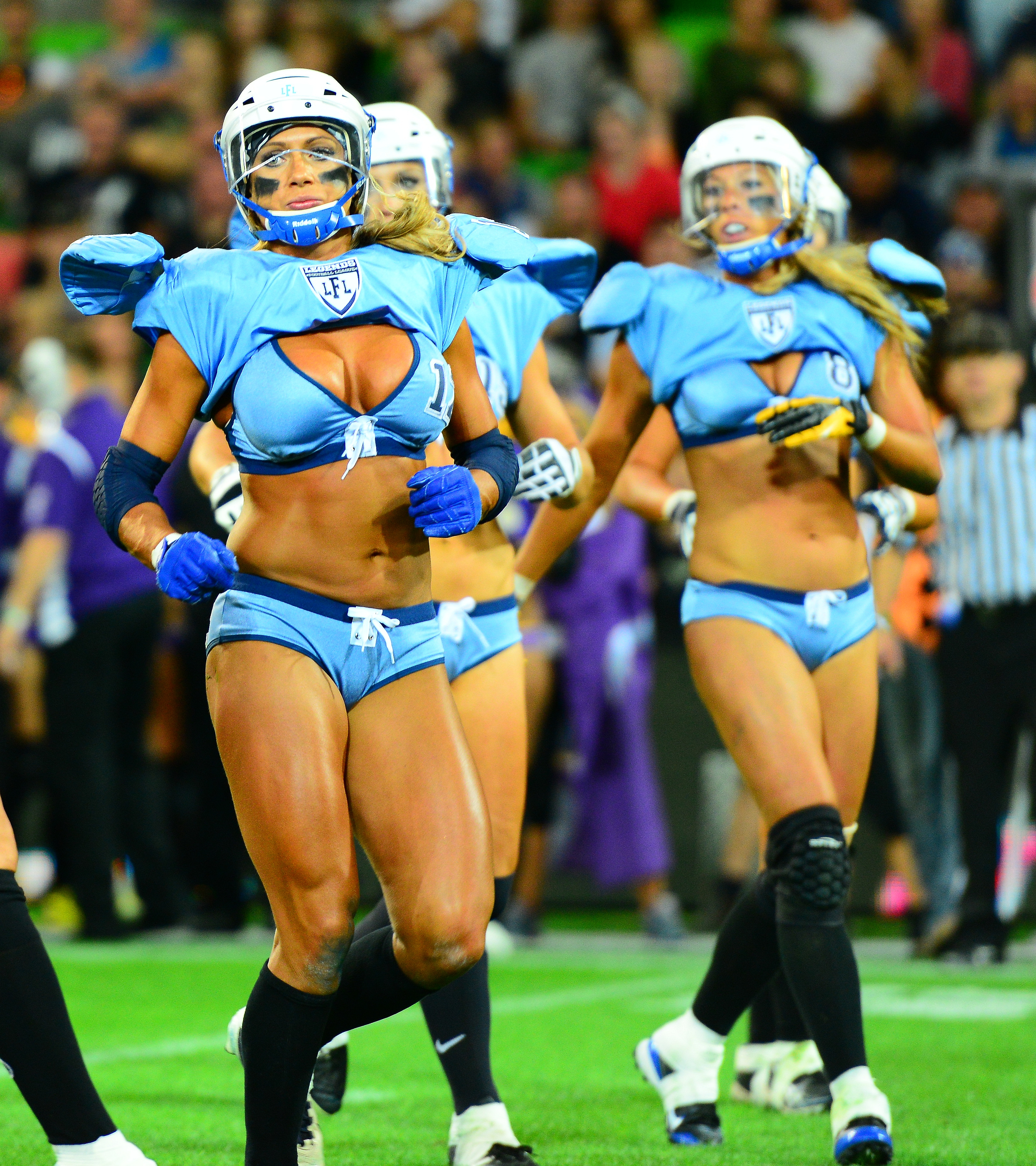
Spielerinnen der New South Wales Surge

Im Rahmen der Expansion findet auch die LFL All-Fantasy Tour 2012 statt. Sie beinhaltete unter anderem ein Spiel am 2. Juni 2012 in Brisbane sowie ein Spiel am 9. Juni 2012 in Sydney.
Am 26. Juli 2012 wurde, mit den New South Wales Surge, das erste australische Franchise gekannt gegeben.
Die LFL Australia wird zurzeit durch die folgenden Teams gebildet:
| Team                     | Spielort   | Stadion         |
| ------------------------ | ---------- | --------------- |
| New South Wales Surge    | Sydney     | Penrith Stadium |
| Queensland Brigade       | Gold Coast | Skilled Park    |
| Victoria Maidens         | Melbourne  | AAMI Park       |
| Western Australia Angels | Perth      | nib Stadium     |

Die erste reguläre Saison begann am 7. Dezember 2013 mit dem Spiel Queensland Brigade gegen New South Wales Surge im Penrith Stadium. Der erste LFL Australia Legends Cup wurde am 8. Februar 2014 im nib Stadium in Perth ausgespielt. Im abschließenden Pokalspiel traf die Mannschaft der New South Wales Surge auf die Western Australia Angels und besiegte diese mit 36 zu 15.
Nach der ersten Saison wurde der Spielbetrieb wieder eingestellt.

## LFL Europe
Für die Saison 2014/2015 war eine Erweiterung des Spielbetriebs auf Europa geplant. Geplant waren Franchise für Barcelona, Frankfurt am Main, Düsseldorf, München, Manchester und Dublin.
Die Pläne wurden dann auf 2017 verschoben und dann aufgegeben.

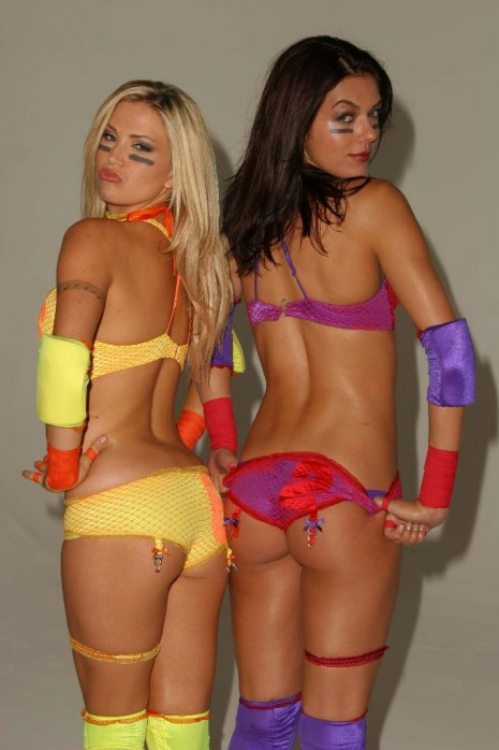
Zwei Spielerinnen in der üblichen Spielkleidung (ohne Helm und Schulterpolster)

## Kritik
LFL-Präsident Mitchell S. Mortaza gibt zu, dass die LFL-Zielgruppe vor allem biertrinkende Studenten über 21 Jahre sind, aber die Liga den Anspruch hat, das Publikum mit dem Sexappeal der Spielerinnen anzulocken, und dann durch sportliche Klasse zu fesseln, und gibt zu, dass die Spielerinnen unterbezahlt sind, weil die Liga unterfinanziert ist. Die LFL wird oft als „sexistische Softpornografie“ kritisiert, wobei aber auch Parallelen zum Beachvolleyball gezogen werden, in der Spielerinnen ebenfalls lediglich einen knappen Bikini tragen dürfen. Als schwerwiegender bewertete die Gerichts-Website The Smoking Gun „die niedrigen Gehalts- und Versicherungssummen“ für die Spielerinnen, willkürliche Bestrafungen für „unangemessenes Verhalten“ und eine Klausel, in der „versehentliche Nacktheit während des Spieles“ (bspw. durch Herunterreißen des Oberteils nach einem Tackling) mit Unterschrift als „sportliches Risiko“ zu akzeptieren ist.